# Paralisi tonica parossistica dello sguardo
La Paralisi tonica parossistica dello sguardo è una sindrome neuro-oftalmologica rara caratterizzata da episodi di prolungata deviazione verso l'alto degli occhi. I sintomi di solito appaiono nei bambini sotto un anno di età e sono caratterizzati da uno sguardo verso l'alto o fisso, mentre il mento viene tenuto verso il basso.
I bambini affetti da questa malattia possono presentare un movimento oculare normale o leggermente a scatti, oppure il caratteristico sguardo rivolto verso l'alto. Altri sintomi sono il sonno frequente, lo sviluppo tardivo del linguaggio, la perdita di tono muscolare oltre alle vertigini e alle crisi di vomito, dovute, probabilmente, alla deviazione continua dello sguardo verso l'alto.
Questa patologia è generalmente considerata a esito benigno, nel senso che migliora piuttosto che peggiorare col tempo. L'età media di recupero è a circa 2,5 anni. I sintomi possono essere combattuti con farmaci anche se i bambini presenteranno sempre un ritardo mentale e fisico, soprattutto nei movimenti.
La malattia è stata descritta per la prima volta nel 1988. A partire dal 2002, circa cinquanta casi erano già stati diagnosticati.